# Aeródromo Río Murta
El Aeródromo Río Murta (OACI: SCRU) es un terminal aéreo ubicado junto al Puerto Murta, Provincia General Carrera, Región de Aysén, Chile. Este aeródromo es de carácter público.